# Попов, Валерий Витальевич
Вале́рий Вита́льевич Попо́в (род. 27 октября 1976, Алейск, Алтайский край, СССР — ум. 12 января 2001, Москва, Россия, похоронен на Юдинском кладбище, с. Юдино Одинцовского района Московской области) — гвардии старший лейтенант ВС РФ, участник Второй чеченской войны, Герой Российской Федерации (2001, посмертно). Офицер подразделения специального назначения 45-го отдельного гвардейского ордена Александра Невского разведывательного полка Воздушно-десантных войск.

## Биография
Родился 27 октября 1976 года в Алейске Алтайского края в семье офицера. В 1986 году семья переехала в военный городок «Власиха» недалеко от города Одинцово Московской области. Окончил среднюю школу им. А. С. Попова в Одинцово в 1993-м году. Во время учёбы занимался в секции рукопашного боя, сам тренировал младшую группу.
В августе 1993 года поступил на службу в Вооружённые Силы РФ. Окончил 2-й факультет Серпуховское высшее военно-командно-инженерное училище ракетных войск в 1998 году, после чего в июне того же года направлен на службу в Ракетные войска стратегического назначения.
- С 1998 года служил в 14-й ракетной дивизии в Йошкар-Оле в должности инженера отделения боевого управления ракетного дивизиона.
- В декабре 1999 года по личной просьбе[2] был переведён в 45-й отдельный гвардейский разведывательный полк ВДВ ГРУ ГШ РФ (Московская область).
- С 3 октября 2000 года — участник чеченской войны, за время месячной командировки участвовал в семи разведвыходах и в трёх боях с боевиками.

12 ноября 2000 года в Ленинском районе Грозного во время проведения операции по захвату полевых командиров Арби Бараева, Магомеда Цагараева и Алсанбека Дидиева Валерий Попов получил несколько огнестрельных ранений в грудь. Теряя сознание, успел сообщить своей разведгруппе о маневре и месте сосредоточения боевиков, после в тяжелейшем состоянии был эвакуирован в Москву, где 12 января 2001 года скончался от полученных ран. Похоронен на Юдинском кладбище (в других источниках неверно на Лайковском кладбище в г. Одинцово) Одинцовского района Московской области.
Указом Президента Российской Федерации от 18 (по другим данным, 17) июня 2001 года за мужество и героизм, проявленные при выполнении воинского долга в Северо-Кавказском регионе, гвардии старшему лейтенанту Попову Валерию Витальевичу посмертно присвоено звание Героя Российской Федерации с вручением родным медали «Золотая звезда».
На здании средней школы в ЗАТО «Власиха» (Одинцово) установлена мемориальная доска.

## Семья
Жена Ольга, сын Илья Валерьевич Попов (23.11.2000 г.р.).